# Mike O'Malley
Pour les articles homonymes, voir O'Malley.
Mike O'Malley est un acteur, producteur, réalisateur, scénariste américain né le 31 octobre 1966 à Boston. Il est surtout connu pour incarner le père de Kurt Hummel dans la série télévisée Glee.

## Biographie
Mike O'Malley est né à Boston, dans le Massachusetts, et a grandi à Nashua, dans le New Hampshire. Il est le fils de Marianne, une conseillère en carrière, et de Tony O'Malley, un cadre pour l'industrie de la défense. 
Mike O'Malley et sa femme, Lisa, ont quatre enfants : Sioban, Fiona, Seamus et Declan. Il est un diplômé de 1984 de Mgr Guertin High School de Nashua, New Hampshire, ainsi que de l'Université du New Hampshire (en 1988) où il a étudié le théâtre. Il est également membre de la Kappa Sigma fraternité et a reçu un doctorat honorifique en 2006.

## Filmographie

### Cinéma
- 1997 : Path to Paradise: The Untold Story of the World Trade Center Bombing : Gestionnaire de l'Installation de Stockage
- 1998 : Some Girl de Rory Kelly : Dan
- 1998 : Deep Impact : Mike Perry
- 1998 : Above Freezing : Artie
- 1999 : Les Aiguilleurs : Pete
- 2000 : 28 jours en sursis : Oliver
- 2005 : L'Homme parfait : Lenny Horton
- 2007 : On Broadway : Père Role O'Toole
- 2008 : Appelez-moi Dave : Officier Knox
- 2008 : Jeux de dupes : Mickey
- 2008 : Pretty/Handsome : Chip Fromme
- 2010 : Mange, prie, aime : Andy Shiraz
- 2011 : Cedar Rapids : Mike Pyle
- 2011 : Mademoiselle Détective (So Undercover) : Père de Molly
- 2011 : Geezers! : Mike
- 2011 : Family Album : Dave Bronsky
- 2013 : R.I.P.D. Brigade fantôme : Elliot
- 2014 : Couple modèle (A Good Marriage) de Peter Askin : Bill Gaines
- 2015 : Seul contre tous (Concussion) de Peter Landesman : Daniel Sullivan
- 2016 : Sully de Clint Eastwood : Charles Porter

### Télévision

#### Acteur
- 1991 : New York, police judiciaire (saison 1, épisode 16) : Policier new-yorkais
- 1996 - 1997 : Life with Roger (saison 1) : Roger Hoyt
- 2000 - 2006 : Oui, chérie ! : Jimmy Hughes
- 2006 : Earl (saison 1, épisode 22) : Officier Stuart Daniels
- 2007 : Earl (saison 2, épisode 12) : Officier Stuart Daniels
- 2007 - 2008 : Earl (saison 3, épisodes 7, 8, 14, 15, 19, 21 et 22) : Officier Stuart Daniels
- 2008 : Mon meilleur ennemi (saison 1) : Tom Grady / Raymond Carter
- 2008 - 2009 : Earl (saison 4, épisodes 1, 6, 21, 25 et 26) : Officier Stuart Daniels
- 2009 - 2015 Glee (saisons 1, 2, 3, 4, 5, 6) : Burt Hummel
- 2010 : Parenthood (saison 1, épisodes 1, 3 et 9) : Jim Kazinsky
- 2013 : Ma vie avec Liberace (Behind the Candelabra) (téléfilm) de Steven Soderbergh : Tracy Schnelker
- 2013 : Welcome to the family : Dr Dan Yoder
- 2018 : The Good Place (saison 3) : Jeff le portier
- 2019 : Wayne (série télévisée) : Principal Cole
- 2020 : Snowpiercer : Roche
- 2013 : Justified (saison 4) : Nick « Nicky » Augustine (6 épisodes)
- 2025 : Wild Speed Girl (Eenie Meanie) de Shawn Simmons

#### Producteur
- 1999 : The Mike O'Malley Show (Saison 1)
- 2010 : Certainty

#### Réalisateur
- 2006 : Oui, chérie ! (Saison 6, Épisode 15)

#### Scénariste
- 1999 : The Mike O'Malley Show (Épisode Pilot)
- 2010 : Certainty
- 2011 : Shameless (Saison 1, Épisode 6)

#### Doublage
- 2000 - 2002 : Baby Blues (Saison 1, Épisodes 1 et 7 ; Saison 2, Épisode 1) : Darryl MacPherson
- 2002 : A Baby Blues Christmas Special (Film) : Darryl MacPherson
- 2009 - 2011 : Glenn Martin DDS (Saison 1, Épisode 14 ; Saison 2, Épisodes 4 et 21) : Voix Variées

Apparitions spéciales - lui-même
- 1991 : Get the Picture : Hôte
- 1999 : The Mike O'Malley Show : Mike